# Gornja Brezna
Gornja Brezna este un sat din comuna Plužine, Muntenegru. Conform datelor de la recensământul din 2003, localitatea are 70 de locuitori (la recensământul din 1991 erau 82 de locuitori).

## Demografie
În satul Gornja Brezna locuiesc 56 de persoane adulte, iar vârsta medie a populației este de 40,0 de ani (40,9 la bărbați și 39,0 la femei). În localitate sunt 21 de gospodării, iar numărul mediu de membri în gospodărie este de 3,33.
Populația localității este foarte eterogenă.
|  |

| Demografie | Demografie | Demografie |
| An         | Locuitori  | Locuitori  |
| ---------- | ---------- | ---------- |
|            |            |            |
|            |            |            |
|            |            |            |
|            |            |            |
| 1948       | 312        |            |
| 1953       | 342        |            |
| 1961       | 279        |            |
| 1971       | 208        |            |
| 1981       | 136        |            |
| 1991       | 82         | 82         |
| 2003       | 70         | 70         |

| \| Componența etnică conform recensământului din 2003[2] \| Componența etnică conform recensământului din 2003[2] \| Componența etnică conform recensământului din 2003[2] \| Componența etnică conform recensământului din 2003[2] \| Componența etnică conform recensământului din 2003[2] \| \| ----------------------------------------------------- \| ----------------------------------------------------- \| ----------------------------------------------------- \| ----------------------------------------------------- \| ----------------------------------------------------- \| \| \| \| \| \| \| \| Muntenegreni \| Muntenegreni \| \| 36 \| 51,42% \| \| Sârbi \| Sârbi \| \| 30 \| 42,85% \| \| necunoscută \| necunoscută \| \| 0 \| 0% \| |              |  |    |        |
| Componența etnică conform recensământului din 2003 |              |  |    |        |
| |              |  |    |        |
| Muntenegreni | Muntenegreni |  | 36 | 51,42% |
| Sârbi | Sârbi        |  | 30 | 42,85% |
| necunoscută | necunoscută  |  | 0  | 0%     |